# 米哈伊尔·尤里耶维奇·阿夫杰耶夫
米哈伊尔·尤里耶维奇·阿夫杰耶夫（羅馬化：Mikhail Yur'yevich Avedeyev；1977年3月6日—）是一位俄罗斯政治人物，自2011年以来一直担任代表莫斯科州的国家杜马议员。他是俄罗斯联邦共产党党员。他目前担任国家杜马土地关系和建设委员会副主席。

## 制裁
阿夫杰耶夫于2022年因俄乌战争而遭到美国财政部制裁。